# Fodechincho

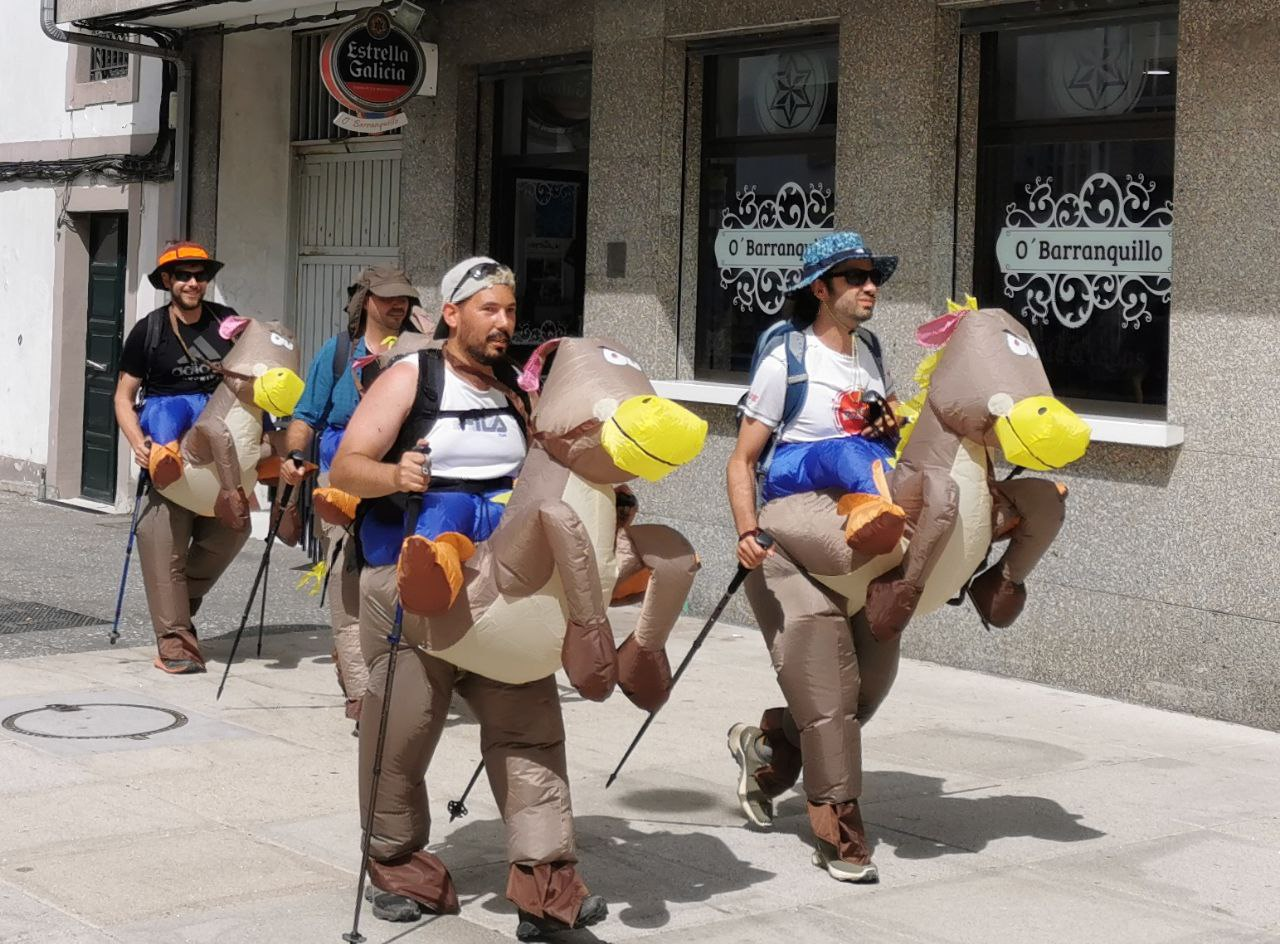
Peregrinos llegando a Santiago de Compostela.

Fodechinchos es un término despectivo empleado en la comunidad autónoma española de Galicia para referirse a los turistas procedentes de Madrid,y otras localidades, pero en especial aquellos veraneantes que no respetan ni se adaptan a las costumbres locales; y, a menudo, asociado con estereotipos sobre dicho grupo, aunque no se limita exclusivamente a estos.

## Origen

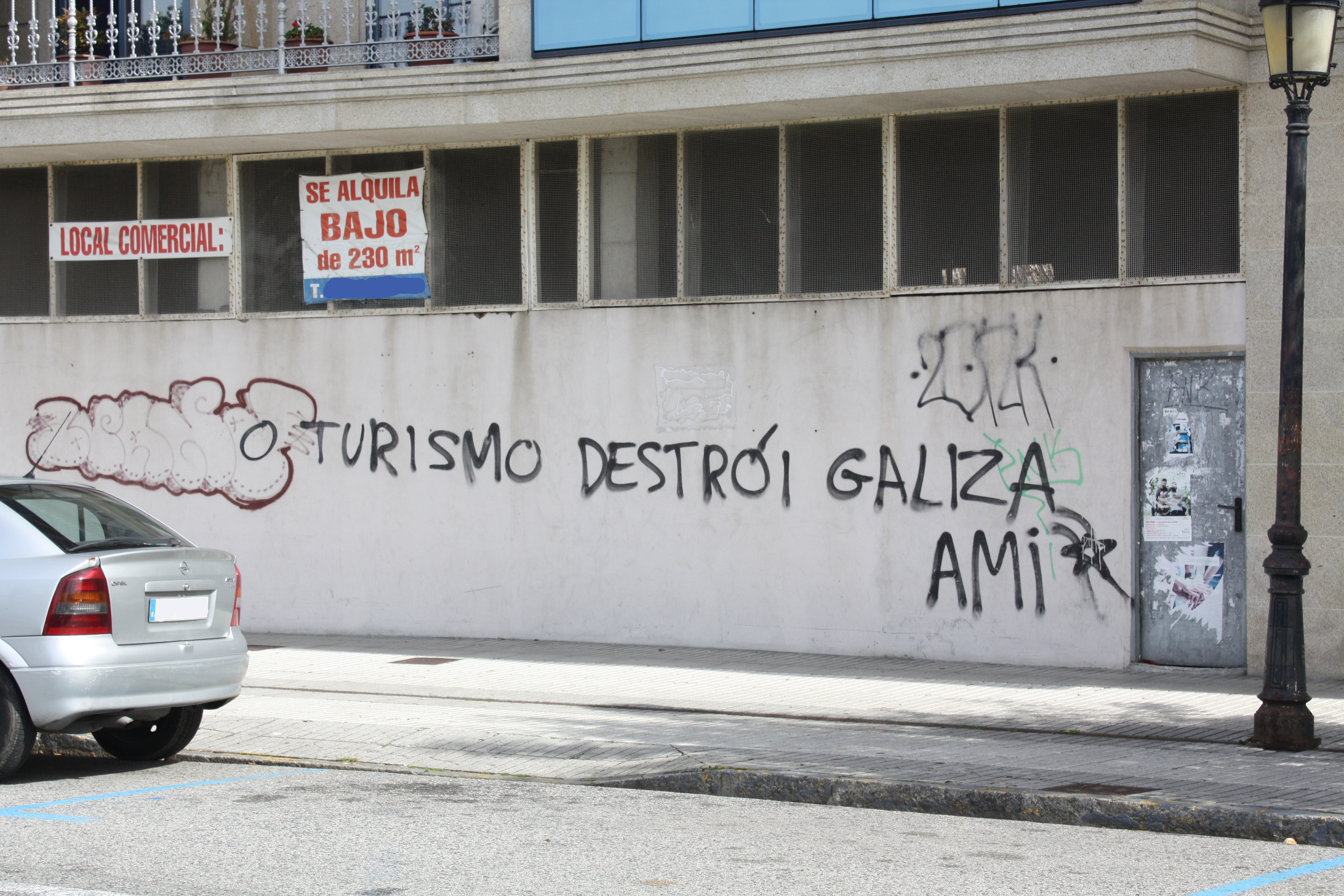
Pintada contra el turismo en Villagarcía de Arosa.

La teoría más extendida sobre la denominación sitúa su nacimiento en las Rías Bajas durante la década de 1970, y está relacionada con los chinchos, jurelo de pequeño tamaño desechado por los pescadores locales y que eran consumidos (fodidos) por los turistas del interior. El aumento del turismo, y las consecuentes molestias originadas, amplificó el uso del término, pasando a definir todo veraneante, en especial a los procedentes de la zona madrileña, que causan molestias por su ignorancia o prepotencia. En este sentido destaca el personaje paródico del «turista madrileño», interpretado por Evaristo Calvo en el programa de la TVG Air Galicia.
En la provincia de Orense también se emplea el término «escallá», referido a la gente que al ir al rural hace comparaciones con su lugar de origen diciendo «es que allá...». En el interior, en zonas como en Incio-Sarria, reciben el nombre de «roncos del jamón» (el ronco es un tipo de gusano que consume los alimentos de las despensas).